# Carabus vladimirskyi
Carabus (Oreocarabus) vladimirskyi – gatunek chrząszcza z rodziny biegaczowatych i podrodziny Carabinae.
Gatunek ten został opisany w 1830 roku przez Pierre’a F.M.A. Dejeana. Według niektórych źródeł współautorem nazwy jest Jean Baptiste Boisduval. Gatunek ten klasyfikowany jest albo w monotypowym podrodzaju Piocarabus, utworzonym przez Edmunda Reittera w 1896 roku albo w podrodzaju Oreocarabus.
Pod względem siedliskowym jest generalistą. W północnochińskich górach Dong Ling spotykany jest w wielu typach siedlisk, choć najczęstszy jest w zaroślach z przewagą Prunus armeniaca var. ansu (blisko połowa odłowionych okazów). W nowych lasach górskich Pekinu gatunek ten stanowił 6,2% odłowionej karabidofauny, przy czym najliczniejszy był w dąbrowach zdominowanych przez Quercus wutaishanica, gdzie odłowiono 85% wszystkich okazów tego gatunku i gdzie gatunek ten stanowił 42% odłowionych biegaczowatych.
Chrząszcz palearktyczny, znany ze południowo-wschodniej Syberii (Rosja), północno-wschodniej Mongolii oraz północno-środkowych i północno-wschodnich Chin. Jego zasięg zoogeograficzny w Rosji określany jest jako obejmujący rejony Dauria Selengijska, Dauria Onońska oraz Tannu-Oła i Tuwa. Z Chin podawany z prowincji Jilin, Qinghai, Gansu, Mongolia Wewnętrzna, Shanxi i Hebei.
Gatunek ten według bazy Carabidae of the World dzieli się na 2 podgatunki:
- Carabus vladimirskyi pachypterus Imura, 1999
- Carabus vladimirskyi vladimirskyi Dejean et Boisduval, 1830

Z kolei Bernard Lassalle stosuje podział na 2 podgatunki i 4 nacje:
- Carabus vladimirskyi vladimirskyi Dejean, 1830
  - Carabus vladimirskyi vladimirskyi n. vladimirskyi Dejean, 1830
  - Carabus vladimirskyi vladimirskyi n. pachypterus Imura, 1999
- Carabus vladimirskyi chakaensis Mazzi, 1995
  - Carabus vladimirskyi chakaensis n. chakaensis Mazzi, 1995
  - Carabus vladimirskyi chakaensis n. tianzhuiensis Cavazzuti, 2006